# Dactylolabis (Dactylolabis) pechlaneri
Dactylolabis (Dactylolabis) pechlaneri is een tweevleugelige uit de familie steltmuggen (Limoniidae). De soort komt voor in het Palearctisch gebied.